# Comuna Perebrodî, Dubrovîțea
Perebrodî (în ucraineană Переброди) este o comună în raionul Dubrovîțea, regiunea Rivne, Ucraina, formată din satele Budîmlea și Perebrodî (reședința).

## Demografie
Componența lingvistică a comunei Perebrodî
     Ucraineană (98,16%)
     Belarusă (1,47%)
     Alte limbi (0,28%)
Conform recensământului din 2001, majoritatea populației comunei Perebrodî era vorbitoare de ucraineană (98,16%), existând în minoritate și vorbitori de belarusă (1,47%).